# Kalispell

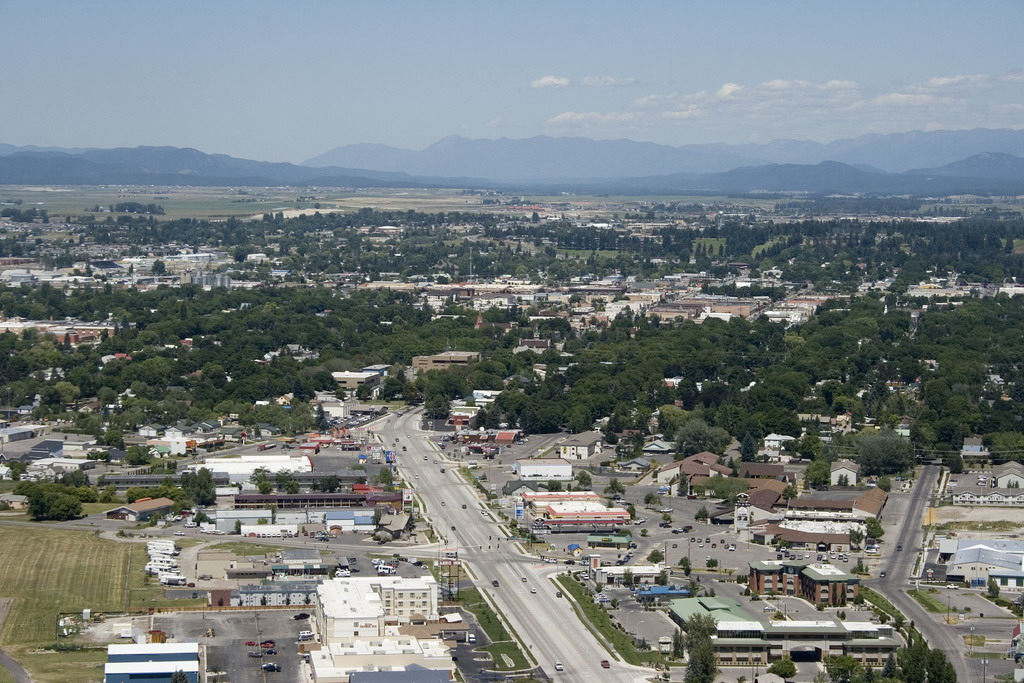
Kalispell

Kalispell is een stad in Flathead County, in de Amerikaanse staat Montana. Het bevolkingsaantal was 14.223 bij de census van 2000. Een schatting in 2004 plaatste de populatie op 17.381. Het is de hoofdplaats van Flathead County. Kalispell is de grootste stad en het commercieel centrum van noordwestelijk Montana. De naam Kalispell is een Salish Indiaans woord dat "vlak land boven het meer" betekent.
Kalispell wordt bediend door Glacier Park International Airport voor het luchtverkeer. Voor het treinverkeer wordt het bediend door de Empire Builder van Amtrak.

## Geografie en Klimaat
Volgens het United States Census Bureau, heeft de stad een totale oppervlakte van 14,1 km² (5,5 mi²), geheel bestaande uit land.
Kalispell ligt 11 km ten noorden van Flathead Lake, dat het grootste natuurlijke zoetwater meer is in de continentale Verenigde Staten ten westen van de Mississippi.
| Maandelijkse normale waarden, maxima en minima | Maandelijkse normale waarden, maxima en minima | Maandelijkse normale waarden, maxima en minima | Maandelijkse normale waarden, maxima en minima | Maandelijkse normale waarden, maxima en minima | Maandelijkse normale waarden, maxima en minima | Maandelijkse normale waarden, maxima en minima | Maandelijkse normale waarden, maxima en minima | Maandelijkse normale waarden, maxima en minima | Maandelijkse normale waarden, maxima en minima | Maandelijkse normale waarden, maxima en minima | Maandelijkse normale waarden, maxima en minima | Maandelijkse normale waarden, maxima en minima |
| maand                                          | jan                                            | feb                                            | maa                                            | apr                                            | mei                                            | jun                                            | jul                                            | aug                                            | sep                                            | okt                                            | nov                                            | dec                                            |
| ---------------------------------------------- | ---------------------------------------------- | ---------------------------------------------- | ---------------------------------------------- | ---------------------------------------------- | ---------------------------------------------- | ---------------------------------------------- | ---------------------------------------------- | ---------------------------------------------- | ---------------------------------------------- | ---------------------------------------------- | ---------------------------------------------- | ---------------------------------------------- |
| Record maxima (°C)                             | 12                                             | 18                                             | 23                                             | 29                                             | 34                                             | 36                                             | 40                                             | 41                                             | 37                                             | 30                                             | 21                                             | 14                                             |
| Normale maxima (°C)                            | −2                                             | 2                                              | 7                                              | 13                                             | 18                                             | 22                                             | 27                                             | 27                                             | 21                                             | 13                                             | 4                                              | −1                                             |
| Normale minima (°C)                            | −10                                            | −8                                             | −4                                             | −1                                             | 3                                              | 6                                              | 8                                              | 8                                              | 3                                              | −2                                             | −5                                             | −9                                             |
| Record minima (°C)                             | −39                                            | −37                                            | −34                                            | −12                                            | −7                                             | −3                                             | −1                                             | −1                                             | −8                                             | −19                                            | −33                                            | −38                                            |
| Neerslag (mm)                                  | 37,3                                           | 29,2                                           | 28,2                                           | 31,0                                           | 51,8                                           | 58,4                                           | 35,8                                           | 31,8                                           | 30,5                                           | 24,4                                           | 36,8                                           | 41,9                                           |

## Demografie
Bij de census van 2000 waren er 14.223 mensen, 6142 huishoudens, en 3494 families in de stad. De bevolkingsdichtheid was 1005,8/km² (2605,7/mi²). Er waren 6532 woningen bij een gemiddelde dichtheid van 461,9/km² (1196,7/mi²). De raciale samenstelling van de stad was 95,84% blank, 0,28% zwart, 1,22% Native American, 0,56% Aziatisch, 0,04% Pacifisch, 0,39% andere rassen, en 1,66% met twee of meer rassen. Hispanic of Latino van eender welk ras was 1,55% van de bevolking. 21,7% waren van Duitse, 12,0% Ierse, 11,3% Noorse, 10,7% Engelse en 6,6% van Amerikaanse afkomst volgens de census van 2000.
Er waren 6142 huishoudens van wie 28,9% kinderen hadden onder de 18 die thuis inwonen, 42,0% waren samenwonende getrouwde koppels, 11,2% hadden een vrouwelijk gezinshoofd en 43,1% waren geen gezin. 36,8% van alle huishoudens zijn alleenstaanden en 15,5% van hen was 65 of ouder. De gemiddelde grootte van een huishouden was 2209 personen en het gemiddeld gezin was 2,92 personen.
In de stad is de bevolking verspreid met 24,0% onder 18, 10% van 18 tot 24, 26,8% van 25 tot 44, 20,9% van 45 tot 64 en 18,3% is ouder dan 65. De leeftijdsmediaan was 38 jaar. Voor iedere 100 vrouwen waren er 87,7 mannen. Voor iedere 100 vrouwen ouder dan 18 waren er 82,1 mannen.
De inkomensmediaan voor een huishouden in de stad was $ 28.567, en voor een gezin was het $ 36.554.
Bij mannen is de mediaan $ 29.432 tegenover $ 20.122 voor vrouwen. Het per capita inkomen voor de stad was $ 16.224. Ongeveer 10,1% van de gezinnen en 15,9% van de bevolking zaten onder de armoedegrens, inclusief 17,1% van diegenen jonger dan 18 en 13,0% van diegenen ouder dan 65.

## Geboren in Kalispell
- Brad Bird (1957), filmregisseur, animator
- Michelle Williams (1980), actrice
- Margaret Qualley (1994), actrice

## Media
Kranten
- Flathead Beacon In May 2007, area residents Maury Povich and Connie Chung launched the Flathead Beacon, a weekly print and daily online news source for the Flathead Valley, headquartered in Kalispell.
- De plaatselijke krant is de Daily Inter Lake.

Televisie
- KCFW (NBC), Kanaal 9
- K18AJ (CBS), Kanaal 18
- KMMF-LP (FOX), Kanaal 22
- K26DD (TBN), Kanaal 26
- K29AA (PBS), Kanaal 29
- KEXI-LP (MyTV), Kanaal 35
- KCFW-DT (NBC), Kanaal 38
- KTMF-LP (ABC), Kanaal 42

FM-radio
- KLKM - 88,7 MHz
- KUKL-FM (NPR) - 89,9 MHz
- KSPL - 90,9 MHz
- KQRK - 92,3 MHz
- KHNK - 95,9 MHz
- KALS - 97,1 MHz
- KBBZ - 98,5 MHz
- KKMT - 99,7 MHz
- KIBG - 100,7 MHz
- KANB - 102,3 MHz
- KRVO - 103,1 MHz
- KZMN - 103,9 MHz
- KWOL - 105,1 MHz
- KDBR - 106,3 MHz

AM-radio
- KGEZ - 600 kHz
- KERR - 750 kHz
- KJJR - 880 kHz
- KOFI - 1180 kHz
- KSAM - 1240 kHz

## Plaatsen in de nabije omgeving
De onderstaande figuur toont nabijgelegen plaatsen in een straal van 24 km rond Kalispell.